# Leszek Zaleski
Leszek Aleksander Zaleski (ur. 23 października 1936 w Płocku, zm. 2 sierpnia 2022 w Toruniu) – polski nauczyciel, astronom, działacz Niezależnego Samorządnego Związku Zawodowego „Solidarność” i opozycji demokratycznej w Polskiej Rzeczypospolitej Ludowej, alpinista.

## Życiorys
Syn Jana i Heleny. W 1958 ukończył studia na kierunku astronomia na Wydziale Matematyki, Fizyki i Chemii Uniwersytetu Mikołaja Kopernika w Toruniu. W czasie studiów w latach 1955–1956 był członkiem PZPR. W 1974 uzyskał stopień naukowy doktora.
W latach 1958–1964 był nauczycielem w Technikum Ekonomicznym w Toruniu, w latach 1964–1982 i 1985–1990 w Zaocznym Technikum Zawodowym (od 1978 w Centrum Kształcenia Ustawicznego) w tym samym mieście.
We wrześniu 1980 został członkiem NSZZ „Solidarność” i zasiadał w różnych organach tego związku na terenie Torunia. Po ogłoszeniu w 1981 stanu wojennego ukrywał się przed internowaniem. W 1982 został pozbawiony prawa wykonywania zawodu nauczyciela na okres 3 lat. Był zaangażowany w emisję materiałów opozycyjnych w stosunku do władz PRL w radiu państwowym i na wizji TVP1, za co został w 1985 aresztowany. W 1986 został skazany przez Sąd Rejonowy w Toruniu na 1,5 roku więzienia w zawieszeniu na 3 lata. Przed uprawomocnieniem się wyroku postępowanie zostało umorzone na mocy amnestii. W latach 1982–1989 był współpracownikiem podziemnego czasopisma „Toruński Informator Solidarności”.
Był członkiem Polskiego Towarzystwa Turystyczno-Krajoznawczego (1949–2000) oraz Polskiego Towarzystwa Miłośników Astronomii (1954–1998).
Należał do Klubu Wysokogórskiego w Toruniu. W 1977 uczestniczył w zorganizowanej przez Klub wyprawie „Hindukusz 77”, w trakcie której zdobył Noszak. W 1979 jako alpinista był uczestnikiem IV Toruńskiej Wyprawy Polarnej na Spitsbergen.
W 1990 przeszedł na emeryturę. W latach 1990–2005 był członkiem Unii Demokratycznej i Unii Wolności.
Zmarł 2 sierpnia 2022. Został pochowany 6 sierpnia 2022 na Cmentarzu Najświętszej Marii Panny przy ul. Wybickiego w Toruniu.

## Odznaczenia
- 1991: Krzyż Kawalerski Orderu Odrodzenia Polski
- 2001: Krzyż Oficerski Orderu Odrodzenia Polski
- 2001: Odznaka „Zasłużony Działacz Kultury”[1]